# Elena Berta
Elena Berta (Roma, 15 luglio 1992) è una velista italiana.
Nel 2016 ha partecipato ai Giochi olimpici di Rio de Janeiro nel 470 femminile con Alice Sinno, piazzandosi in diciannovesima posizione.
Nel 2018 si è unita in equipaggio con Bianca Caruso piazzandosi in quarta posizione al Campionato Europeo 470 e successivamente vincendo la medaglia di bronzo alla finale di World Cup Series a giugno del 2018.
Nel 2019, sempre insieme a Bianca Caruso, si è piazzata al quarto posto al Campionato del Mondo 470 ed ha vinto il Campionato Italiano 470 femminile.
Attualmente è in decima posizione della Ranking List mondiale nella categoria 470 femminile.